# The Hard Quest
The Hard Quest is een album uit 1999 van de Belgische avant-garde rockgroep Univers Zero. Het album verscheen 13 jaar na het vorig album, Heatwave uit 1986. Op dit album maakte ook origineel groepslid Michel Berckmans zijn terugkeer. De muziek is dezelfde stijl kamermuziek als de vorige albums, al zijn de composities iets korter en soms toegankelijker.
Het album werd tussen oktober 1998 en april 1999 opgenomen in de Unsafe Studio in Maubeuge.

## Musici
- Michel Berckmans: fagot, hobo, althobo, melodica, piano op track 8 en 9
- Daniel Denis: drums, keyboards, percussie, melodica, zang op track 5
- Igor Semenoff: viool
- Dirk Descheemaeker: klarinet, basklarinet
- Reginald Trigaux: elektrische bas, stem en akoestische gitaar op track 10

## Muziek
| Nr. | Titel                | Duur  |
| --- | -------------------- | ----- |
| 1.  | Vieux-Manants        | 2:50  |
| 2.  | Civic Circus         | 4:38  |
| 3.  | Affinité             | 5:52  |
| 4.  | Rouages              | 5:50  |
| 5.  | News From Outside    | 3:24  |
| 6.  | Rébus                | 2:46  |
| 7.  | Kermesse Atomique    | 5:33  |
| 8.  | Succès Damné         | 4:18  |
| 9.  | L'Impasse du Choléra | 1:48  |
| 10. | Xenantaya            | 10:34 |
| 11. | L'Oubli              | 1:46  |

Op de Japanse uitgave is als bonusnummer nog "Periactor" opgenomen.